# Oscularia deltoides
Oscularia deltoides, a menudo conocida simplemente como Oscularia, es una especie de planta suculenta floral y perenne perteneciente a la familia Aizoaceae y al género Oscularia.

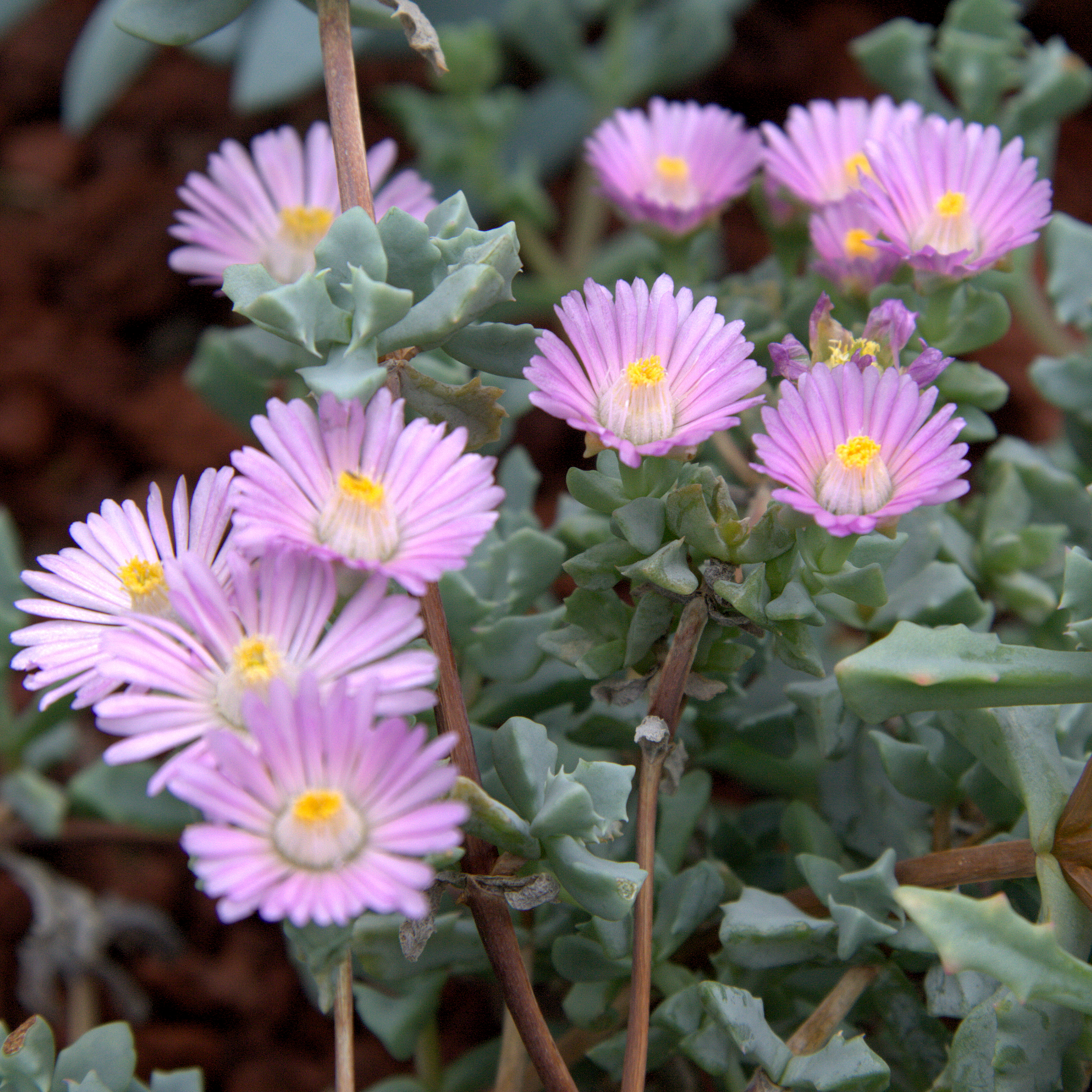
Flores

## Descripción
Esta planta es originaria de Sudáfrica. Naturalmente crece en la arenisca o superficies rocosas de las montañas de la zona y no se encuentra amenazada o en peligro de extinción. Es semiarbustiva, puede formar matorrales y requiere de luz solar y buen drenaje en su suelo ya que es sensible a la podredumbre.

## Cultivo
Su reproducción es por semilla o esquejes. Florece durante la primavera, siendo sus flores muy pequeñas (alrededor de 1cm de diámetro) y rosadas. Las flores se abren durante las tardes.